# World Trade Center (2001-presente)
El World Trade Center (WTC) es un complejo de edificios en el Bajo Manhattan, Nueva York, reemplazando a los siete edificios originales en el mismo sitio que fueron destruidos durante los atentados del 11 de septiembre de 2001. El sitio está siendo reurbanizado con hasta seis rascacielos, de los cuales cuatro ya están terminados en 2024; un monumento y museo en la nueva plaza; el elevado Liberty Park adyacente al sitio, que contiene la Iglesia Ortodoxa Griega de San Nicolás y el Centro de Seguridad Vehicular; el Perelman Performing Arts Center; y un centro de transporte. El One World Trade Center de 104 pisos, siendo el edificio más alto del hemisferio occidental, es el edificio principal del nuevo complejo.
Los edificios se encuentran entre los muchos creados por la World Trade Centers Association. El World Trade Center original incluía las Torres Gemelas, que fueron inauguradas en 1973 y los edificios más altos del mundo en el momento de su finalización. Fueron destruidas en la mañana del 11 de septiembre de 2001, cuando miembros de Al Qaeda secuestraron dos aviones Boeing 767 y los estrellaron contra las Torres Gemelas en un acto coordinado de terrorismo, matando a 2 753 personas. El resultante derrumbe del World Trade Center también provocó fallo estructural en los edificios circundantes. El proceso de limpieza y recuperación en el sitio del World Trade Center tomó ocho meses, después de los cuales comenzó la reurbanización del sitio.
Después de años de retraso y controversia, la reconstrucción en el sitio comenzó en 2006. El nuevo complejo incluye el One World Trade Center (apodado Torre de la Libertad hasta 2009), el 3 World Trade Center, el 4 World Trade Center, el 7 World Trade Center y el planeado 2 World Trade Center. El nuevo complejo también incluye un museo y un memorial, y un edificio de centro de transporte que es similar en tamaño a Grand Central Terminal. 7 World Trade Center, que no estaba incluido en el plan maestro del sitio, se inauguró el 23 de mayo de 2006, lo que lo convirtió en el primero de los rascacielos que se completó en el complejo del World Trade Center. 4 World Trade Center, el primer edificio completado como parte del plan maestro, se inauguró el 12 de noviembre de 2013. El memorial se inauguró el 11 de septiembre de 2011, mientras que el museo se inauguró el 21 de mayo de 2014. One World Trade Center se inauguró el 3 de noviembre de 2014. El Centro de Transporte del World Trade Center se abrió al público el 4 de marzo de 2016, y 3 World Trade Center se inauguró el 11 de junio de 2018. La construcción completa del 2 World Trade Center se suspendió en 2009.

## Complejo original y atentados del 11 de septiembre

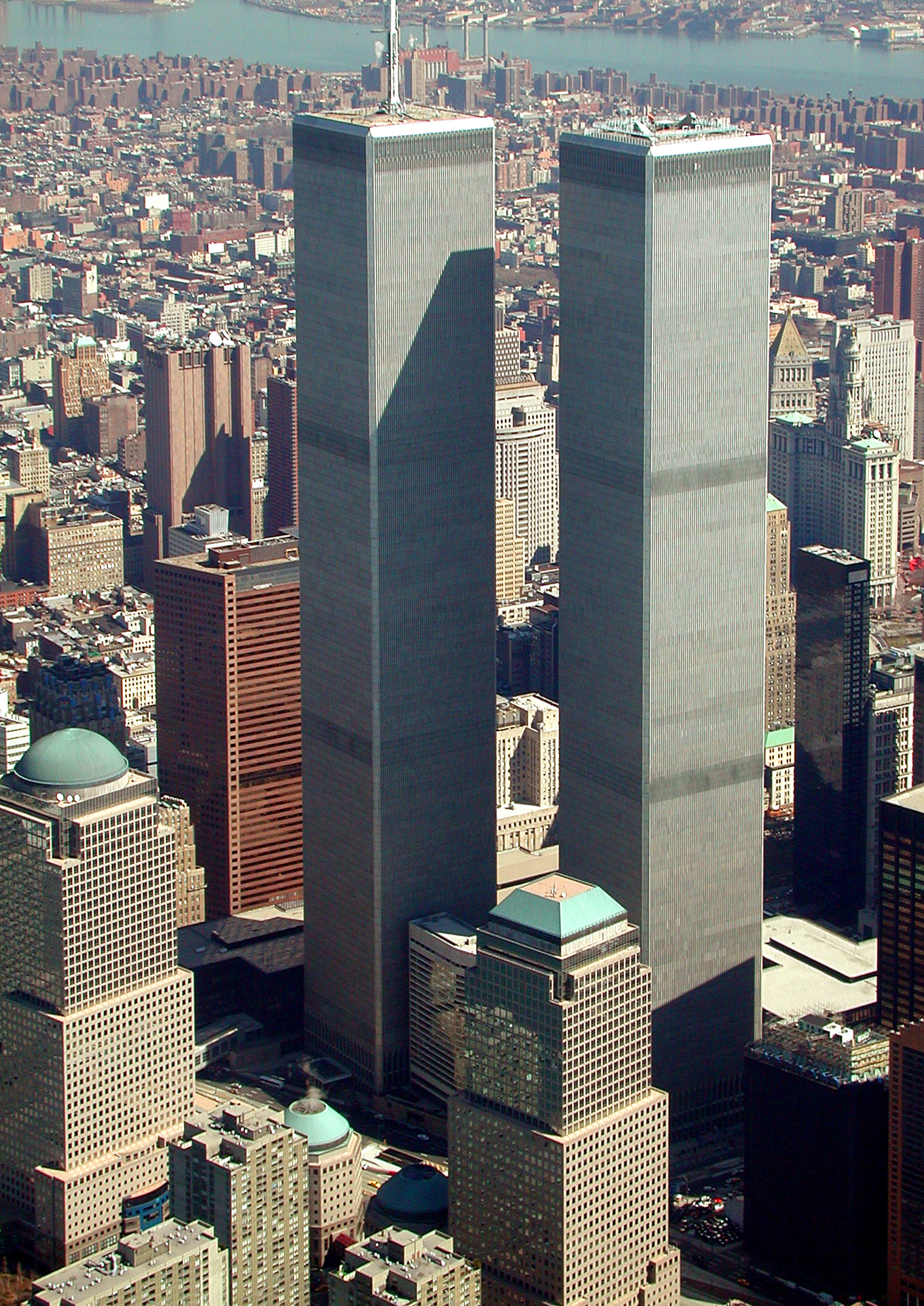
El World Trade Center original en marzo de 2001.

El World Trade Center original incluía a las emblemáticas Torres Gemelas, que abrieron sus puertas el 4 de abril de 1973 y fueron los edificios más altos del mundo tras su construcción. Los otros edificios del complejo eran el Marriott World Trade Center (3 WTC), el 4 WTC, el 5 WTC, el 6 WTC y el 7 WTC.
Pese a sus altas expectativas financieras, el complejo original no fue rentable hasta la década de 1980. El 24 de julio de 2001, la Autoridad Portuaria cerró un acuerdo para alquilar el complejo a Larry Silverstein, que ya era propietario del 7 WTC. Por 3200 millones de dólares, Silverstein recibió el derecho legal a gestionar el complejo durante 99 años. En esta época, el World Trade Center tenía solo unos pocos inquilinos notables, y Silverstein quería mejorar el complejo para hacerlo más atractivo a potenciales inquilinos.
Sin embargo, estos proyectos de mejora nunca se realizaron. El World Trade Center original fue destruido en la mañana del 11 de septiembre de 2001, cuando secuestradores afiliados a Al-Qaeda hicieron impactar dos Boeing 767 contra el complejo en un acto coordinado de terrorismo. A las 8:46 a. m. (ET), un grupo de cinco secuestradores hizo impactar el vuelo 11 de American Airlines contra la fachada norte de la Torre Norte. A las 9:03 a. m., otro grupo de cinco secuestradores hizo que el vuelo 175 de United Airlines chocara contra la fachada sur de la Torre Sur. Tras arder durante 56 minutos, la Torre Sur se derrumbó a las 9:59. A las 10:28 se derrumbó la Torre Norte, tras arder durante 102 minutos. Los atentados del World Trade Center provocaron la muerte de 2753 personas. El posterior derrumbe causó el fallo de la estructura de varios edificios de los alrededores, y todo el complejo se destruyó rápidamente.
El proceso de limpieza y recuperación se desarrolló veinticuatro horas al día durante un período de ocho meses. Los escombros se transportaron al Fresh Kills Landfill en Staten Island. El alcalde Rudy Giuliani fue el encargado de coordinar los esfuerzos de limpieza y recuperación. El 30 de mayo de 2002 se realizó una ceremonia para marcar oficialmente el final del proceso de limpieza.
En 2002 empezó la construcción del nuevo 7 World Trade Center, situado al norte de la parcela principal del World Trade Center. Debido a que no era parte del plan maestro del complejo, la construcción del nuevo 7 World Trade Center pudo empezar sin retrasos. Aunque el 7 World Trade Center no era parte del plan maestro, Silverstein y Consolidated Edison reconocieron que la construcción de la torre tendría que ser consistente con el plan maestro. El plan maestro proponía reabrir varias calles que habían sido eliminadas en el complejo original, por lo cual el nuevo 7 World Trade Center se diseñó de manera que Greenwich Street, que era bloqueada por el 7 World Trade Center original, pudiera ser continua a través del nuevo complejo. En noviembre de 2003 abrió sus puertas una estación temporal del PATH en el World Trade Center, en espera de su sustitución por una estación permanente que sería diseñada por Santiago Calatrava.

## Diseño

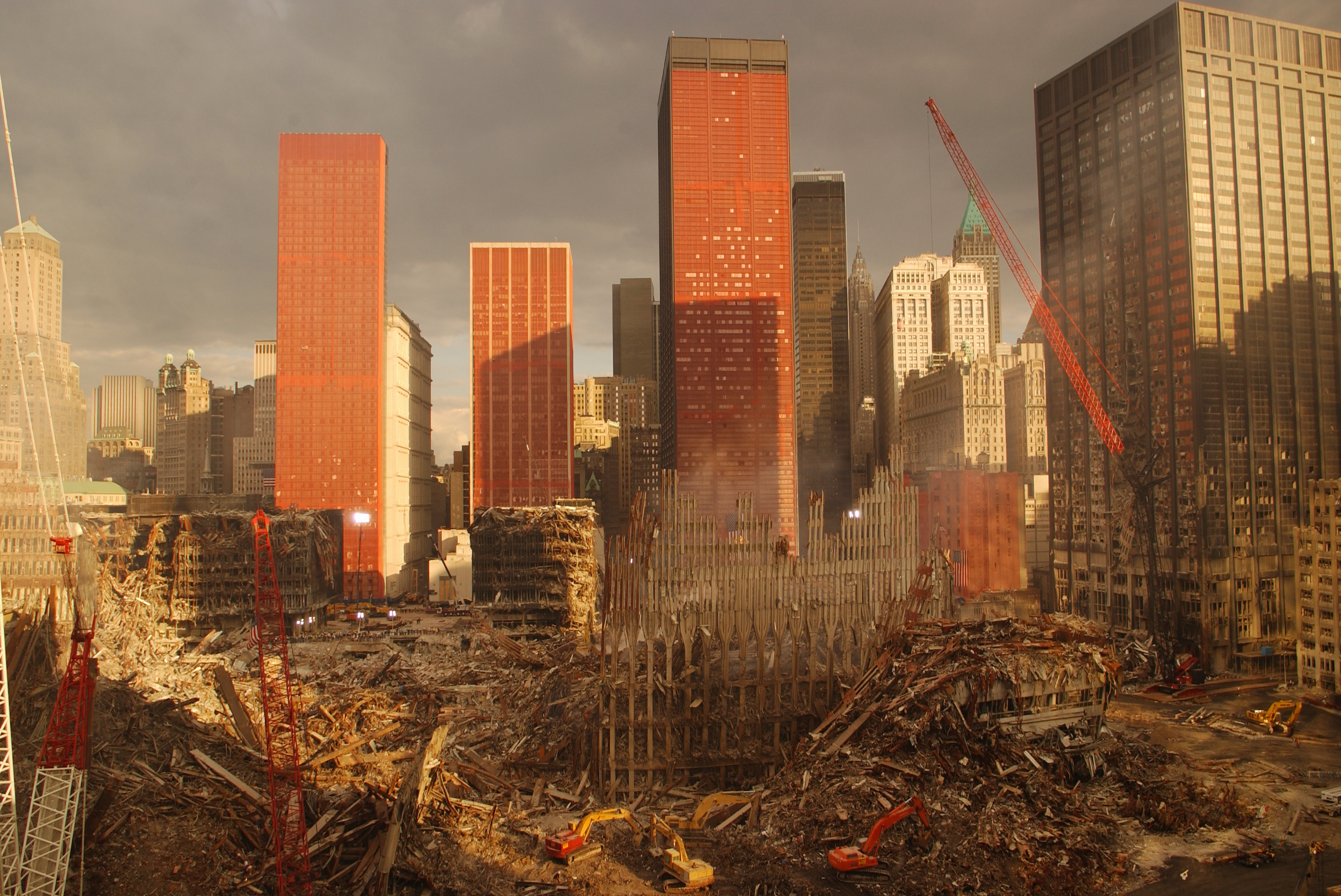
El World Trade Center diecisiete días después de los atentados del 11 de septiembre. Los edificios que rodean a las torres derrumbadas están protegidos con mallas para evitar daños mayores y hay grandes vehículos limpiando los escombros.

Después de los atentados del 11 de septiembre, el alcalde Rudy Giuliani, el gobernador George Pataki y el presidente George W. Bush prometieron reconstruir el World Trade Center. Un día después de los ataques, Giuliani proclamó: «vamos a reconstruir, vamos a salir de esto más fuertes que antes, política y económicamente. El skyline se alzará de nuevo». Durante una visita a la zona el 14 de septiembre de 2001, Bush se dirigió a una multitud de trabajadores con un megáfono. Un individuo entre la multitud dijo: «No puedo oírte», a lo que Bush respondió: «Yo puedo oírte. El resto del mundo te oye. Y la gente que hizo caer estos edificios oirá de nosotros pronto». En un discurso posterior en el Congreso, el presidente declaró: «Como un símbolo de la determinación de los Estados Unidos, mi administración trabajará junto con el Congreso y estos dos líderes (el alcalde Giuliani y el gobernador Pataki) para demostrar al mundo que vamos a reconstruir la ciudad de Nueva York». La respuesta del arrendatario del World Trade Center, Larry Silvestein, fue inmediata: «Sería una tragedia entre las tragedias que no se reconstruyera esta parte de Nueva York. Supondría dar a los terroristas la victoria que buscan».
En los meses posteriores a los atentados, los arquitectos y urbanistas celebraron reuniones y foros para discutir ideas para la reconstrucción del complejo. En su último discurso como alcalde, Giuliani abogó porque un «inmenso memorial» fuera la única cosa en el sitio del World Trade Center. Mientras tanto, Larry Silverstein quería construir un nuevo World Trade Center lo más pronto posible: los documentos del seguro de su alquiler del antiguo World Trade Center no habían sido completados en el momento de los atentados, por lo que no podía recibir los beneficios del seguro a menos que reconstruyera todo el espacio de oficinas que había sido destruido. George Pataki, el entonces gobernador de Nueva York, controlaba la Autoridad Portuaria junto con el gobernador de Nueva Jersey y por tanto tenía derecho a tomar la decisión final sobre el complejo. Quería equilibrar los deseos de personas como Giuliani, que no quería ningún desarrollo futuro en la zona, con los de personas como Silverstein, que quería construir un nuevo World Trade Center lo más pronto posible. En enero de 2002, el marchante de arte neoyorquino Max Protetch solicitó cincuenta conceptos y renderings a artistas y arquitectos, que expuso en su galería de arte en Chelsea.

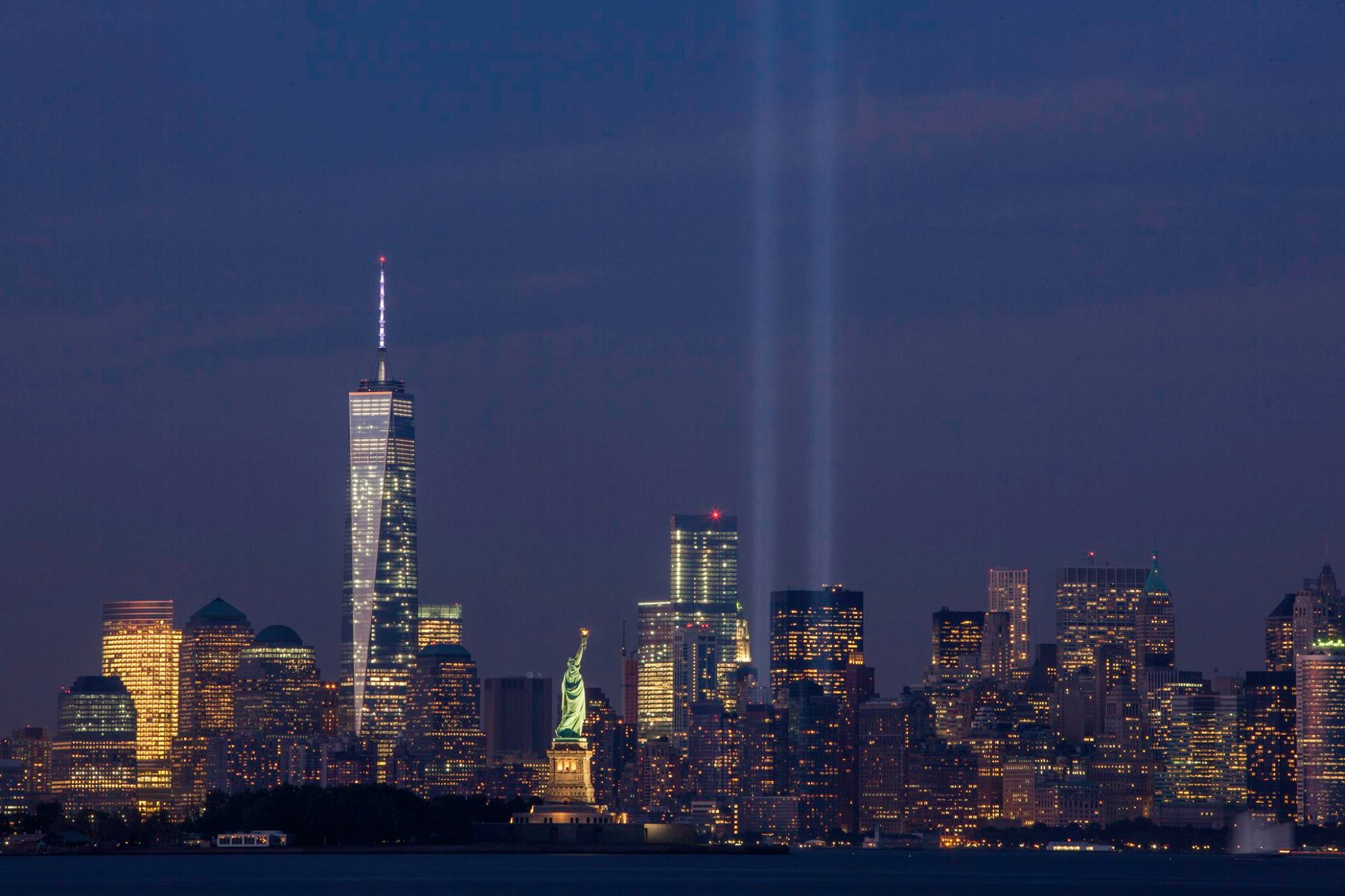
El Tribute in Light, que empezó a funcionar el 11 de marzo de 2002.

En el diseño del nuevo del World Trade Center había numerosas partes interesadas, incluidos Silverstein y la Autoridad Portuaria. Además, las familias de las víctimas, los residentes de los barrios de los alrededores y otros colectivos querían participar en las decisiones. En noviembre de 2001, el gobernador Pataki creó la Lower Manhattan Development Corporation (LMDC), una comisión oficial para supervisar el proceso de reconstrucción. Para evitar que fuera necesaria la aprobación de la Asamblea Estatal de Nueva York, Pataki dejó fuera del proceso de toma de decisiones respecto a la LMDC a Sheldon Silver, el representante de la zona en la asamblea estatal. La LMDC coordinaba la ayuda federal en el proceso de reconstrucción, y trabajaría junto con la Autoridad Portuaria, Larry Silverstein y aquellos que fueran seleccionados como arquitectos del complejo. La corporación también se mantenía en contacto con la comunidad local, las empresas, el Ayuntamiento de Nueva York y los familiares de las víctimas de los atentados. La LMDC era gobernada por una junta directiva de dieciséis miembros, la mitad de ellos designados por el gobernador y la otra mitad por el alcalde de Nueva York. La LMDC tenía un estatus legal cuestionable sobre la reconstrucción del World Trade Center, debido a que la Autoridad Portuaria era la propietaria de la mayor parte del terreno y Larry Silverstein tenía el derecho legal a reconstruir el World Trade Center. Sin embargo, en una articulación de sus principios de acción en abril de 2002, la LMDC reafirmó su papel en la revitalización de Lower Manhattan.
En abril de 2002, la LMDC solicitó propuestas para diseñar el nuevo World Trade Center a veinticuatro estudios de arquitectura de Manhattan, pero pronto retiró estas solicitudes. En el mes siguiente, la LMDC seleccionó al estudio Beyer Blinder Belle para que rediseñara el World Trade Center. La construcción del nuevo 7 World Trade Center, que no era parte del nuevo complejo, empezó el 7 de mayo de 2002. El 16 de julio de 2002, Beyer Blinder Belle presentó seis conceptos para rediseñar el World Trade Center. Los seis diseños fueron clasificados como «malos» por los cinco mil neoyorquinos que presentaron sus comentarios, por lo que la LMDC anunció un estudio nuevo, internacional y de diseño abierto. En un comunicado de prensa de agosto de 2002, la LMDC anunció que se realizaría un concurso de diseño para el plan maestro del nuevo World Trade Center. Al mes siguiente, la LMDC, junto con The New York New Visions (una coalición de veintiuna organizaciones de arquitectura, ingeniería, urbanismo, paisajismo y diseño), anunció los siete semifinalistas. Los siguientes siete estudios de arquitectura fueron invitados a competir para ser el arquitecto del plan maestro del nuevo World Trade Center:
- Foster and Partners (Norman Foster).[43]
- Studio Daniel Libeskind (Daniel Libeskind).[43]
- Meier Eisenman Gwathmey Holl (Peter Eisenman, Richard Meier, Charles Gwathmey y Steven Holl), conocidos como «The New York Five».[43]
- Skidmore, Owings & Merrill.[43]
- THINK Team (Shigeru Ban, Frederic Schwartz, Ken Smith y Rafael Viñoly).[43]
- United Architects.[43]

También se invitó a participar, como séptimo semifinalista, a Peterson Littenberg, un pequeño estudio de arquitectura de Nueva York contratado por la LMDC como consultor el verano anterior. Los siete semifinalistas presentaron sus propuestas al público el 18 de diciembre de 2002 en el Jardín de Invierno del World Financial Center. Debido al gran interés público, NY1 emitió las presentaciones en directo por televisión. En las semanas siguientes, el estudio Skidmore, Owings & Merrill retiró su propuesta del concurso.
Días antes del anuncio de los dos finalistas en febrero de 2003, Larry Silverstein escribió al presidente de la LMDC, John Whitehead, para expresar su desaprobación hacia todas las propuestas de los semifinalistas. Silverstein afirmó que tenía el derecho exclusivo a decidir lo que se iba a construir ya que era el beneficiario de la indemnización del seguro de las Torres Gemelas. Anunció que había escogido a Skidmore, Owings & Merrill para que diseñaran el nuevo complejo.
El 1 de febrero de 2003, la LMDC escogió dos finalistas, el THINK Team y el Studio Daniel Libeskind, y decidió elegir al ganador a finales de mes. Rafael Viñoly del THINK Team y el Studio Daniel Libeskind presentaron sus diseños definitivos a la LMDC, quien escogió el diseño del THINK Team. Ese mismo día, sin embargo, Ronald Betts, miembro de la LMDC, había convocado una reunión en la que acordaron votar por el diseño del THINK Team antes de revisar las presentaciones finales. El gobernador Pataki, que originalmente había encargado la decisión a la LMDC, intervino y anuló la decisión de la LMDC. De esta manera, el 27 de febrero de 2003, el Studio Daniel Libeskind ganó oficialmente el concurso y se convirtió en el arquitecto del nuevo World Trade Center.
La propuesta original de Libeskind, titulada Memory Foundations («Cimientos de la memoria»), fue sometida a extensas revisiones en colaboración con Silverstein y Skidmore, Owings & Merrill, el estudio de arquitectura contratado por Silverstein. El edificio principal del proyecto era el One World Trade Center, de 541 m de altura, e incluía además varias torres de oficinas más y un memorial. En el concurso del memorial del World Trade Center, en enero de 2004 se escogió el diseño de Michael Arad y Peter Walker titulado Reflecting Absence («Reflejando la ausencia»).
A pesar de que Libeskind diseñó el plan maestro del complejo, los edificios fueron diseñados por diferentes arquitectos. Aunque no todas las ideas de Libeskind se mantuvieron en el diseño final, consiguió que se respetara su idea de que las huellas de las Torres Gemelas debían convertirse en un memorial y no ser usadas para fines comerciales gracias al apoyo que cosechó del público. En consecuencia, los abogados de Libeskind (del bufete neoyorquino Wachtell Lipton) iniciaron un largo proceso de negociación que duraría varios años para llegar a un acuerdo sobre el proyecto definitivo del nuevo complejo. El primer paso de este proceso, realizado en 2003, fue el «intercambio» en el que Silverstein renunció a sus derechos sobre los cimientos de las Torres Gemelas para que se pudieran transformar en un memorial y a cambio recibió el derecho a construir cinco torres a su alrededor. Este «intercambio» y las posteriores negociaciones, que se prolongaron durante varios años, se han considerado la operación inmobiliaria más compleja de la historia debido a la dificultad de los temas a tratar, los numerosos grupos de interés involucrados y la dificultad de llegar a un consenso.

### Críticas
Hubo mucho debate sobre el futuro de la zona cero tras la destrucción del World Trade Center. El desacuerdo sobre quién era el propietario del terreno y la controversia sobre lo que se construiría allí obstaculizaron la reconstrucción del complejo durante varios años. Algunos querían que se reconstruyeran las Torres Gemelas, pero con una altura mayor que antes. El proyecto para las nuevas Torres Gemelas se llamaba Twin Towers II, y estaba dirigido por una organización informal llamada Twin Towers Alliance. Otros no querían que se construyera nada o querían que toda la zona se convirtiera en un memorial. Finalmente, se llegó a un acuerdo sobre un plan maestro que incluía un memorial y museo donde se situaban las Torres Gemelas y seis nuevos rascacielos a su alrededor.
El World Trade Center original incluía un espectacular bar en el piso 107 llamado Windows on the World y su Greatest Bar in the World; ambos eran importantes atracciones turísticas de la ciudad y un lugar de encuentro para las personas que trabajaban en las torres. Este restaurante también albergaba una de las escuelas de vino más prestigiosas de los Estados Unidos, llamada Windows on the World Wine School, a cargo de la personalidad del vino Kevin Zraly. A pesar de haber asegurado numerosas veces que se reconstruirían estas atracciones turísticas, la Autoridad Portuaria descartó reconstruirlas, lo que ha indignado a algunos críticos.
Un episodio de 2010 de la CBS titulado 60 minutos se centraba en la falta de progreso en la zona cero, particularmente en la falta de fechas de finalización previstas para la construcción de las torres. La torre principal, el 1 World Trade Center, había pasado por tres diseños diferentes, con los retrasos y sobrecostes que esto conlleva. Un estudio indicó que la Autoridad Portuaria estimaba que todo el complejo se terminaría en 2037, y que se habían gastado miles de millones de dólares en el proyecto, mientras que un periodista señaló que «la Zona Cero sigue siendo un agujero en el suelo». Durante una entrevista para el programa, Larry Silverstein dijo: «soy la persona más frustrada en el mundo, tengo 78 años y me gustaría ver esto construido en vida».
El propio One World Trade Center recibió críticas desde el inicio de su fase de diseño. El diseño original del edificio era asimétrico, significativamente más bajo y con una aguja descentrada, pero fue recibido con mucha desaprobación, lo que hizo que se realizara un nuevo diseño. Uno de los elementos fundamentales del diseño final, la base fortificada y sin ventanas, también fue criticada por parecer lúgubre y poco acogedora. Para solucionar este problema, los diseñadores decidieron revestirla con paneles de vidrio prismáticos. El cambio del nombre de Freedom Tower («Torre de la Libertad») por One World Trade Center también recibió algunas críticas. El entonces gobernador de Nueva York, George Pataki, afirmó en 2003 que «la Freedom Tower no va a ser el One World Trade Center, va a ser la Freedom Tower».

## Construcción

Plano del nuevo World Trade Center.

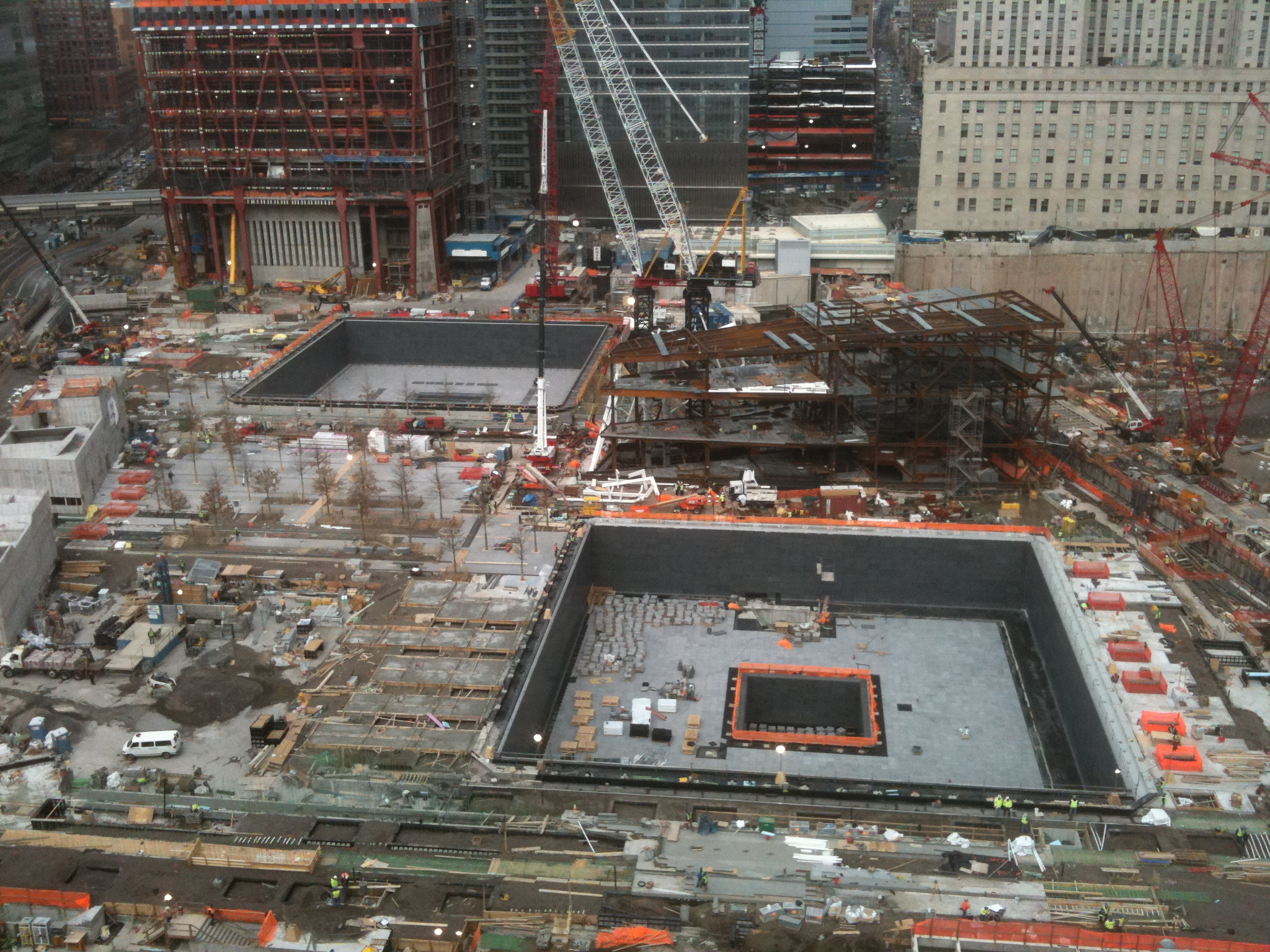
La construcción del memorial en diciembre de 2010.

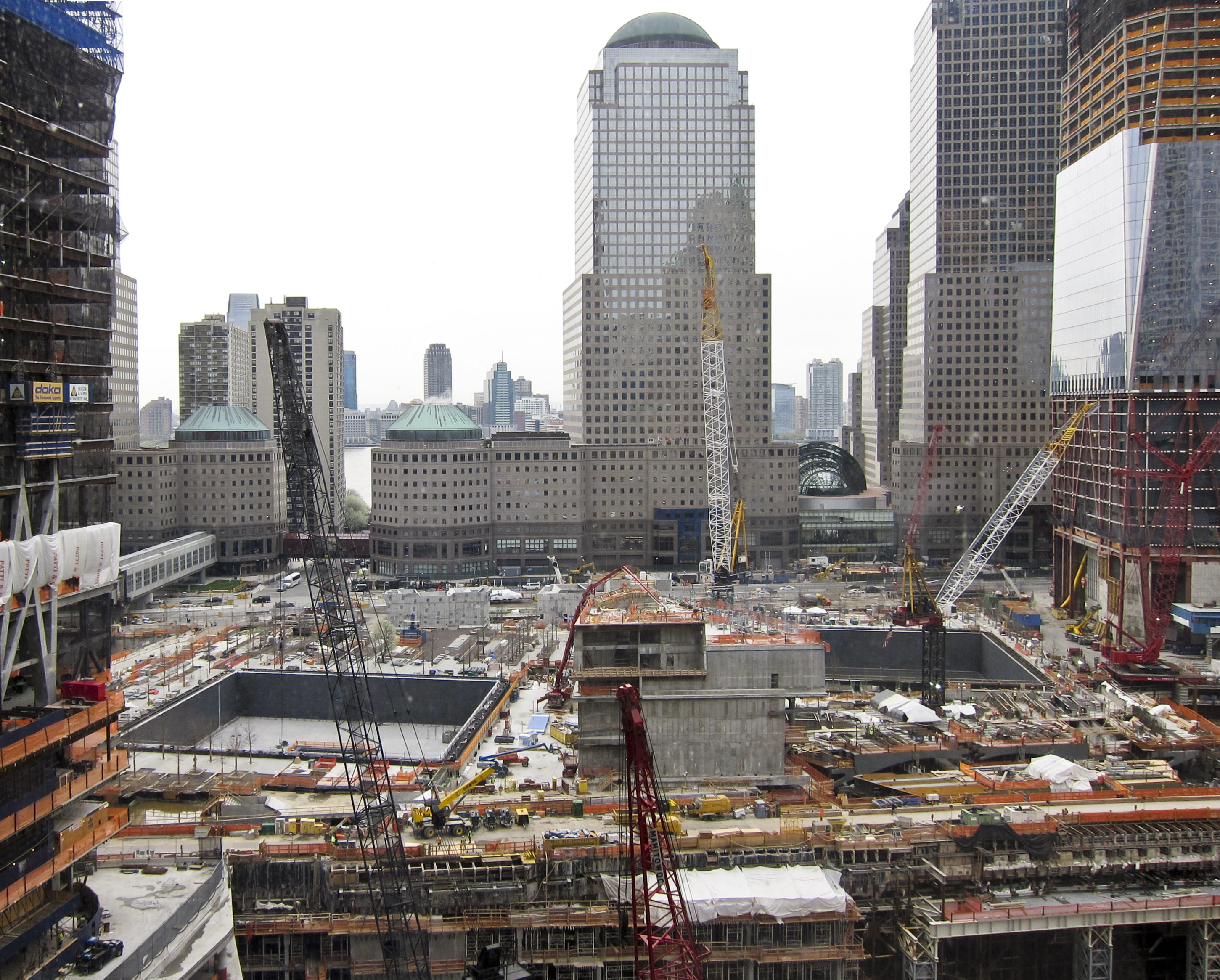
Progreso de las obras en abril de 2011, mirando hacia el oeste desde la parcela del Transportation Hub.

El diseño del World Trade Center fue finalizado en 2004, pero fue revisado profundamente después de que el Departamento de Policía de Nueva York planteara preocupaciones de seguridad sobre varios edificios, lo que retrasó el inicio de la construcción de todo el complejo dos años. El nuevo proyecto del Transportation Hub, que tenía el doble de columnas de apoyo, retrasó los plazos de la construcción. En el proyecto original, la construcción del National September 11 Memorial & Museum habría empezado después de que el Transportation Hub se hubiera completado debido a que su techo proporcionaba los cimientos sobre los que se asentaría el memorial y las paredes del museo. Debido al retraso de dos años y la presión de las familias de las víctimas para que el memorial estuviera completado para el décimo aniversario de los atentados, se decidió concentrarse en la construcción del memorial y aplazar la construcción del Transportation Hub, lo que aumentó el coste estimado a unos 3400 millones de dólares. Ese año también se anunció que se construiría en el complejo un centro de artes escénicas o Performing Arts Center.
En 2006, la Autoridad Portuaria asumió la propiedad del One World Trade Center de manos de Silverstein Properties. El promotor del proyecto Tishman Construction Corporation era el gerente de construcción en esta época. El 13 de marzo de 2006, llegaron trabajadores a la zona cero para retirar el resto de los escombros y empezar los trabajos de topografía. Esto marcó el inicio oficial de la construcción del National September 11 Memorial & Museum, aunque no estuvo libre de controversia y quejas de algunos familiares. En abril de 2006, la Autoridad Portuaria y Larry Silverstein llegaron a un acuerdo según el cual Silverstein cedió el derecho a construir la Freedom Tower y la torre 5 a cambio de que se financiaran con Liberty bonds las torres 2, 3 y 4. El 27 de abril de 2006 se realizó la ceremonia de puesta de la primera piedra de la Freedom Tower. El edificio fue diseñado con una altura de 417 m , la altura de la torre norte del World Trade Center original, y su aguja se eleva hasta la altura simbólica de 541 m (1776 pies), una referencia al año en el que se firmó la Declaración de Independencia de los Estados Unidos.
En mayo de 2006, los arquitectos Richard Rogers y Fumihiko Maki fueron anunciados como arquitectos de las torres 3 y 4, respectivamente. Los diseños definitivos de las torres 2, 3 y 4 fueron desvelados el 7 de septiembre de 2006. El 2 World Trade Center, o 200 Greenwich Street, iba a tener una altura de azotea de 382 m y una aguja con forma de trípode de 29 m  de altura que elevaría su altura total a 411 m . El 3 World Trade Center, o 175 Greenwich Street, iba a tener una altura de azotea de 352 m y una altura máxima de 383 m. El 4 World Trade Center, o 150 Greenwich Street, tendría una altura de 288 m. El nuevo 7 World Trade Center abrió sus puertas el 23 de mayo de 2006, consiguiendo la certificación LEED oro por su eficiencia energética y siendo la primera torre del nuevo complejo que se completó. La construcción de este edificio se consideró prioritaria debido a que era necesario restaurar la subestación eléctrica de Consolidated Edison en las plantas inferiores del edificio para satisfacer las necesidades energéticas de Lower Manhattan.
El 22 de junio de 2007, la Autoridad Portuaria anunció que JP Morgan Chase construiría la torre 5, un edificio de 42 plantas en la parcela ocupada antiguamente por el Deutsche Bank Building, y Kohn Pedersen Fox fue escogido como arquitecto del edificio. Cuatro célebres arquitectos, incluido el arquitecto español Santiago Calatrava, quien diseñó el Transportation Hub, el diseñador del One WTC, David Childs de Skidmore, Owings and Merrill, y el famoso arquitecto británico Norman Foster de Foster and Partners, que diseñó la torre 2, mejorarán la atmósfera a nivel de calle del nuevo complejo. Sin embargo, la adquisición de Bear Stearns en marzo de 2008 por parte de JPMorgan hizo que la construcción del 5 World Trade Center se paralizara, dado que la empresa cambió sus planes y trasladó su sede al 383 Madison Avenue.
La construcción del 3 World Trade Center empezó en otoño de 2008, y en mayo de 2009 la Autoridad Portuaria propuso reducir la torre a solo cuatro plantas. Mientras tanto, continuaron las obras del 1 World Trade Center, pero la excavación y construcción de sus cimientos tardó el doble de lo que hubiera tardado en condiciones normales debido a la existencia de la cercana línea de metro bajo West Broadway. El 1 World Trade Center alcanzó el nivel del suelo en 2010. Desde entonces, progresó a un ritmo de una planta por semana. La editorial Condé Nast decidió trasladar su sede al 1 World Trade Center en 2010.
Originalmente, la Iglesia Ortodoxa Griega de San Nicolás, que fue destruida en los atentados de 2001, iba a ser reconstruida fuera del complejo: el 23 de julio de 2008, la Autoridad Portuaria alcanzó un acuerdo con los líderes de la iglesia para comprar la parcela de 110 m²  que ocupaba la iglesia por 20 millones de dólares, y que la iglesia se trasladara a otro lugar. Sin embargo, en 2009 los oficiales no cumplieron sus compromisos, lo que hizo que la Diócesis Ortodoxa Griega de Estados Unidos demandara a la Autoridad Portuaria por no reconstruir la iglesia. El 14 de octubre de 2011, se firmó un acuerdo para la reconstrucción de la iglesia que puso fin a cualquier acción legal.

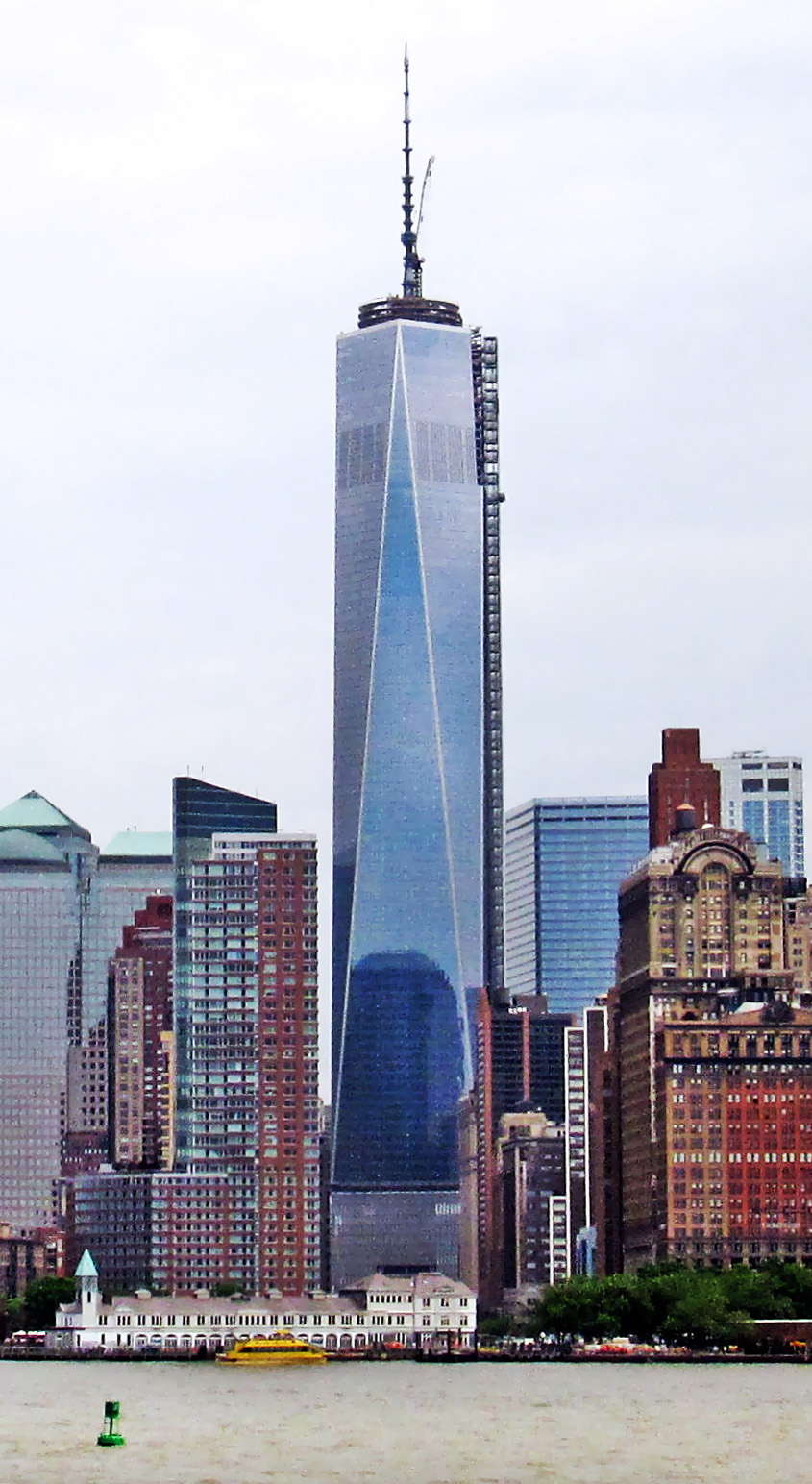
El 1 World Trade Center en construcción, visto desde el ferry de Staten Island en junio de 2013.

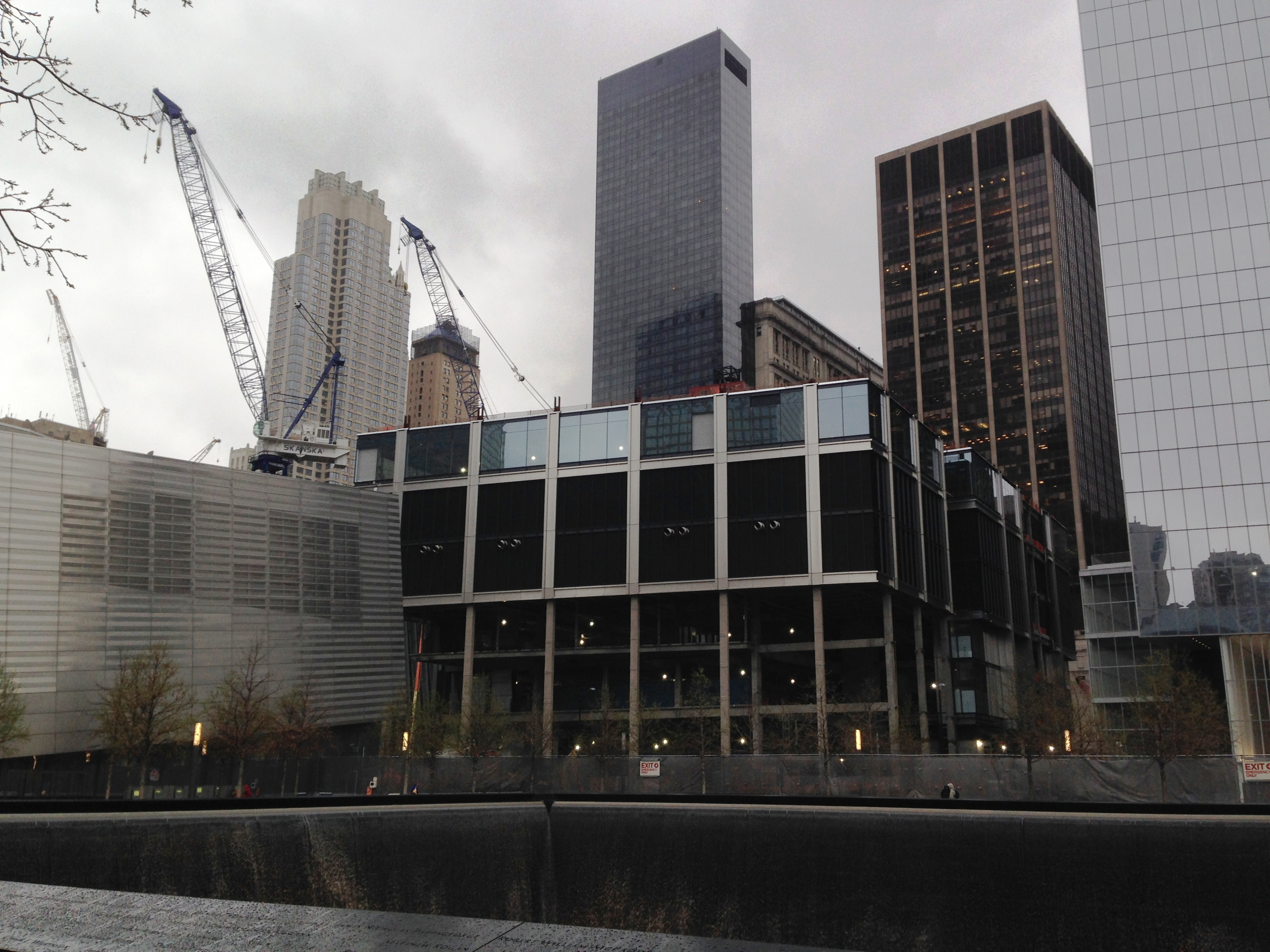
Progreso de las obras en abril de 2014 mirando hacia el este desde el memorial. En primer plano, el incompleto 3 World Trade Center.

En agosto de 2011, el 1 World Trade Center tenía 80 plantas de altura y su acristalamiento llegaba hasta la planta 54, el 4 World Trade Center tenía 38 plantas y su acristalamiento llegaba hasta la planta 15, el antiguo Deutsche Bank Building había sido demolido completamente y la Autoridad Portuaria estaba trabajando en su Vehicle Security Center. El memorial abrió oficialmente sus puertas para los familiares de las víctimas el 11 de septiembre de 2011, décimo aniversario de los atentados, y para el público general el 12 de septiembre. La construcción de los cimientos del 5 World Trade Center también empezó en septiembre de 2011. En diciembre de 2011, los cimientos del 2 World Trade Center estaban terminados y empezó la construcción de la estructura.
A principios de diciembre de 2013, la empresa australiana Westfield anunció que invertiría 800 millones de dólares para conseguir el control total del espacio comercial del nuevo World Trade Center. Westfield, la mayor empresa de centros comerciales de Australia, compró el restante 50% de la parte comercial del complejo a la Autoridad Portuaria, aumentando su inversión total a más de 1400 millones de dólares. La construcción del Liberty Park, un nuevo parque elevado, también empezó a finales de 2013, cuando se completó el Vehicle Security Center, sobre el que se asienta. La Autoridad Portuaria asignó unos 50 millones de dólares para la construcción del parque en diciembre de 2013.
El museo abrió sus puertas el 15 de abril de 2014 para las familias de las víctimas, y para el público general seis días más tarde. Al mismo tiempo, el memorial hizo que no fueran necesario comprar entradas para acceder a él, proporcionando no solo acceso peatonal a las futuras torres, sino también un camino a través del complejo hacia el memorial y las calles de los alrededores. La construcción del 3 World Trade Center se reanudó en agosto de 2014, y se estimaba que se completaría en 2018. En septiembre de 2014 se anunció que el proyecto del Performing Arts Center había sido cancelado; la construcción iba a empezar en diciembre de 2014. La ceremonia de bendición del terreno de la Iglesia Ortodoxa Griega de San Nicolás y la puesta simbólica de la primera piedra se realizaron en octubre de 2014, y se esperaba que la construcción se completaría en dos años. El 1 World Trade Center abrió sus puertas el 3 de noviembre de 2014, y empezaron a trabajar allí los primeros 170 empleados de su principal inquilino, Condé Nast. En junio de 2015, los arquitectos del 3 World Trade Center suprimieron la aguja que iba a tener en la azotea para uniformizar su diseño con los techos de las torres 2 y 4. La aguja del 2 World Trade Center también fue cancelada debido a la selección de un nuevo proyecto para la torre.
El Transportation Hub fue inaugurado formalmente el 3 de marzo de 2016, varios años después de lo previsto y algunos miles de millones de dólares por encima del presupuesto. Liberty Park abrió el 29 de junio de 2016, mientras que el primer grupo de tiendas del Westfield World Trade Center, situado parcialmente dentro del Transportation Hub, abrió el 16 de agosto de 2016. El Performing Arts Center fue renombrado ese verano en honor al empresario Ronald Perelman, que donó 75 millones de dólares para su construcción, y el 8 de septiembre de 2016 se desveló un nuevo diseño para el edificio. El 3 World Trade Center fue coronado en octubre de 2016. El 29 de noviembre de 2016, la Iglesia Ortodoxa Griega de San Nicolás fue coronada con una cruz temporal en una ceremonia.
El 27 de marzo de 2017 se anunció que la construcción del Perelman Performing Arts Center sería pospuesta debido a disputas sobre su financiación. La construcción del aparcamiento subterráneo empezó en agosto de 2017, y está previsto que el centro propiamente dicho se construya entre 2018 y 2020. Ese mismo mes, la Autoridad Portuaria instaló la emblemática escultura The Sphere dentro del Liberty Park, mirando hacia su ubicación original en el antiguo World Trade Center. Hasta ese momento, la escultura de Fritz Koenig, dañada en los atentados, había estado en el Battery Park. En el 16.º aniversario de los atentados del 11 de septiembre, un artículo de Curbed New York dijo que aunque «había un World Trade Center de nuevo», no estaba finalizado: el 3 World Trade Center aún no se había inaugurado; las torres 2 y 5 no tenían fechas de finalización definitivas; y la iglesia y el Performing Arts Center estaban todavía en construcción. En este momento, estaba previsto que el 3 World Trade Center abriera sus puertas en primavera de 2018, mientras que se esperaba que la iglesia hiciera lo propio en noviembre de 2018.

## Edificios
El nuevo World Trade Center se compone de cinco torres, un memorial y museo del 11-S, un centro comercial, un intercambiador, un aparcamiento, un parque, una iglesia y un centro de artes escénicas. A fecha de enero de 2018, el progreso en la construcción del complejo es el siguiente:
| Nombre                                    | Imagen | Inicio de la construcción | Finalización             | Altura (con antena) | Estado                           |
| ----------------------------------------- | ------ | ------------------------- | ------------------------ | ------------------- | -------------------------------- |
| One World Trade Center                    |        | 27 de abril de 2006       | 3 de noviembre de 2014   | 417 m (541,32 m)    | Completado                       |
| 2 World Trade Center                      |        | 10 de noviembre de 2008   | —                        | 411 m               | Base completada; torre en espera |
| 3 World Trade Center                      |        | 10 de noviembre de 2010   | 11 de junio de 2018      | 329 m               | Completado                       |
| 4 World Trade Center                      |        | 10 de enero de 2008       | 13 de noviembre de 2013  | 298 m               | Completado                       |
| 5 World Trade Center                      | —      |                           | —                        | 280 m               | Aprobado                         |
| Ronald O. Perelman Performing Arts Center |        | 31 de agosto de 2017      | 13 de septiembre de 2023 |                     | Completado                       |
| 7 World Trade Center                      |        | 7 de mayo de 2002         | 23 de mayo de 2006       | 226 m               | Completado                       |
| National September 11 Memorial            |        | 13 de marzo de 2006       | 11 de septiembre de 2011 |                     | Completado                       |
| National September 11 Museum              |        | 13 de marzo de 2006       | 21 de mayo de 2014       |                     | Completado                       |
| World Trade Center Transportation Hub     |        | 26 de abril de 2010       | 3 de marzo de 2016       |                     | Completado                       |
| Centro de Seguridad Vehicular             |        | 10 de noviembre de 2011   | 2017                     |                     | Completado                       |
| Liberty Park                              |        | 20 de noviembre de 2013   | 29 de junio de 2016      |                     | Completado                       |
| Iglesia Ortodoxa Griega de San Nicolás    |        | 18 de octubre de 2014     | 4 de julio de 2022       |                     | Completado                       |
| Fiterman Hall                             |        | Marzo de 2008             | 27 de agosto de 2012     |                     | Completado                       |

### Torres

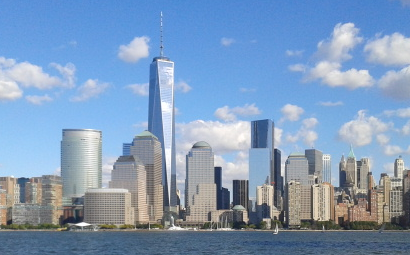
Vista de Lower Manhattan desde Jersey City en septiembre de 2013. Se pueden apreciar el One World Trade Center (centro-izquierda) y el 4 World Trade Center (centro-derecha).

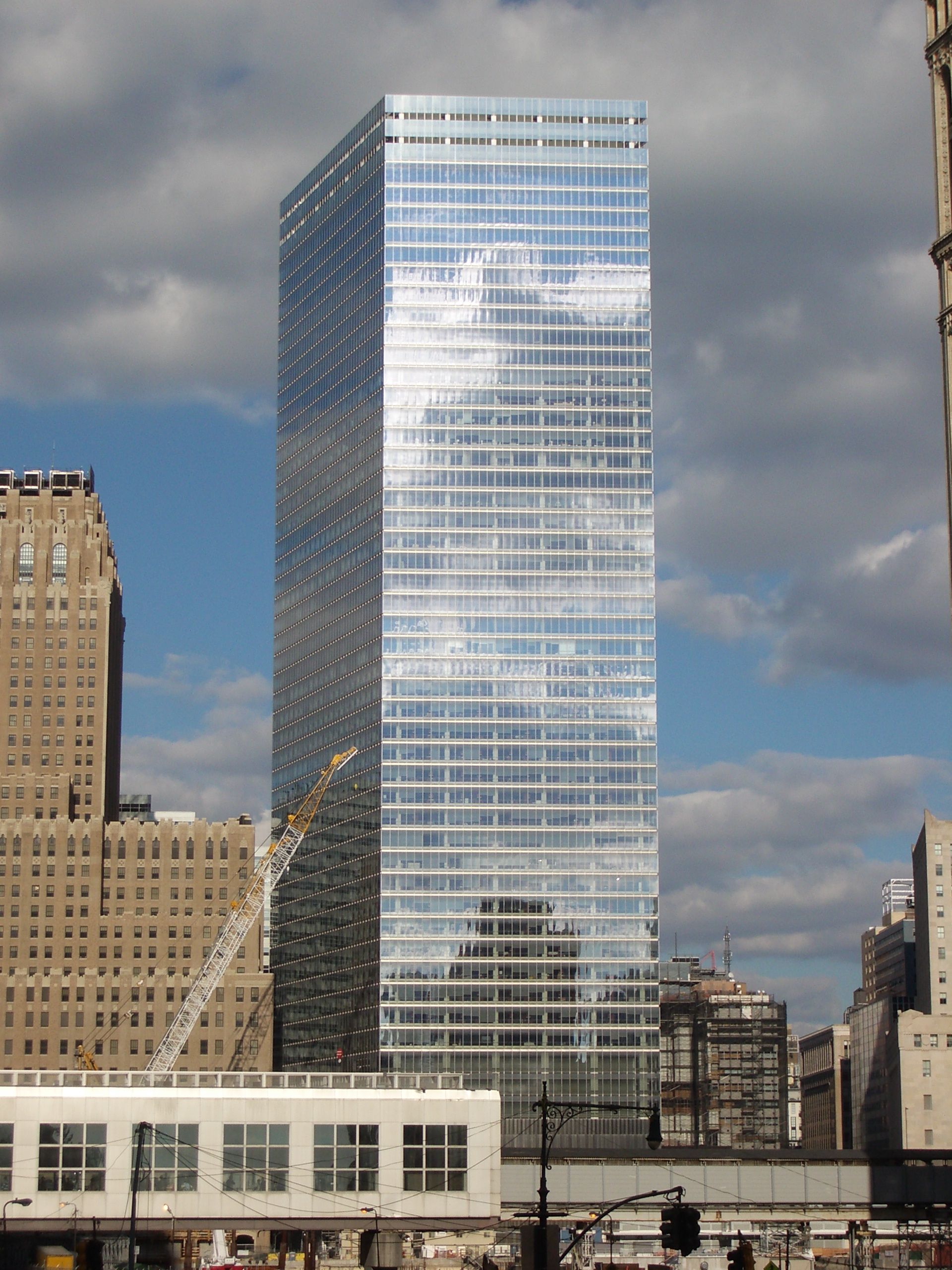
El 7 World Trade Center, ya completado, en 2008.

El One World Trade Center (anteriormente llamada Freedom Tower o Torre de la Libertad) es la pieza central del diseño de Libeskind. Tiene una altura de 417 m, la altura del World Trade Center 1 original, y con su antena alcanza los 541 m (1776 pies). Esta altura es simbólica porque se refiere al año de 1776, en el que se firmó la Declaración de Independencia de los Estados Unidos. El diseño de la torre fue resultado de la colaboración entre el Studio Daniel Libeskind y el arquitecto David Childs de Skidmore, Owings & Merrill. Childs actuó como diseñador de la torre y administrador del proyecto y Libeskind colaboró en el diseño conceptual. El edificio abrió sus puertas el 3 de noviembre de 2014.
El 2 World Trade Center, también conocido como 200 Greenwich Street, fue diseñado por el arquitecto danés Bjarke Ingels. Los jardines del edificio conectan el barrio adyacente de Tribeca con el distrito financiero del World Trade Center. La construcción del edificio hasta el nivel del suelo se completó a mediados de 2013, pero el resto del edificio aún tiene que ser construido a la espera de encontrar suficientes inquilinos.
Richard Rogers Partnership diseñó el 3 World Trade Center o 175 Greenwich Street, que se encuentra al otro lado de Greenwich Street desde las dos piscinas del memorial. Los cimientos y el podio se completaron en octubre de 2013. Tras un parón de dos años, la construcción de la torre empezó en agosto de 2014, y abrió sus puertas el 11 de junio de 2018.
El 4 World Trade Center, también conocido como 150 Greenwich Street, fue diseñado por Maki and Associates. El edificio abrió sus puertas en noviembre de 2013, convirtiéndose en la segunda torre completada del complejo, tras el 7 World Trade Center.
El 5 World Trade Center, también conocido como 130 Liberty Street, fue diseñado por Kohn Pedersen Fox y se situará en la parcela del antiguo Deutsche Bank Building. El 22 de junio de 2007, la Autoridad Portuaria anunció que JP Morgan Chase alquilaría este edificio de 42 pisos para instalar en él su sede de inversión. Sin embargo, la adquisición de Bear Stearns por parte de JP Morgan en marzo de 2008 puso en cuestión el futuro de este edificio, ya que la empresa decidió trasladar sus oficinas al 383 Madison Avenue. Las obras comenzaron el 9 de septiembre de 2011. Aunque los cimientos se completaron en 2013, la construcción de la estructura principal nunca empezó y está paralizada indefinidamente.
El 7 World Trade Center se encuentra fuera de la propiedad de la Autoridad Portuaria. Fue diseñado por David Childs de Skidmore, Owings & Merrill, y se inauguró el 23 de mayo de 2006. Tiene 226 m de altura y 52 plantas. Fue la primera torre del complejo que abrió sus puertas, y consiguió la certificación ecológica LEED oro.

### Museo y memorial

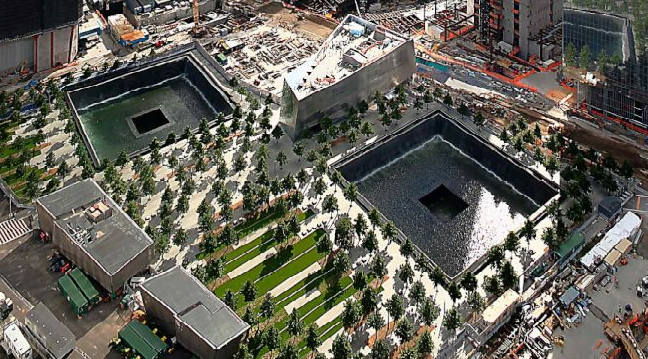
Las dos piscinas del memorial y el museo en 2012.

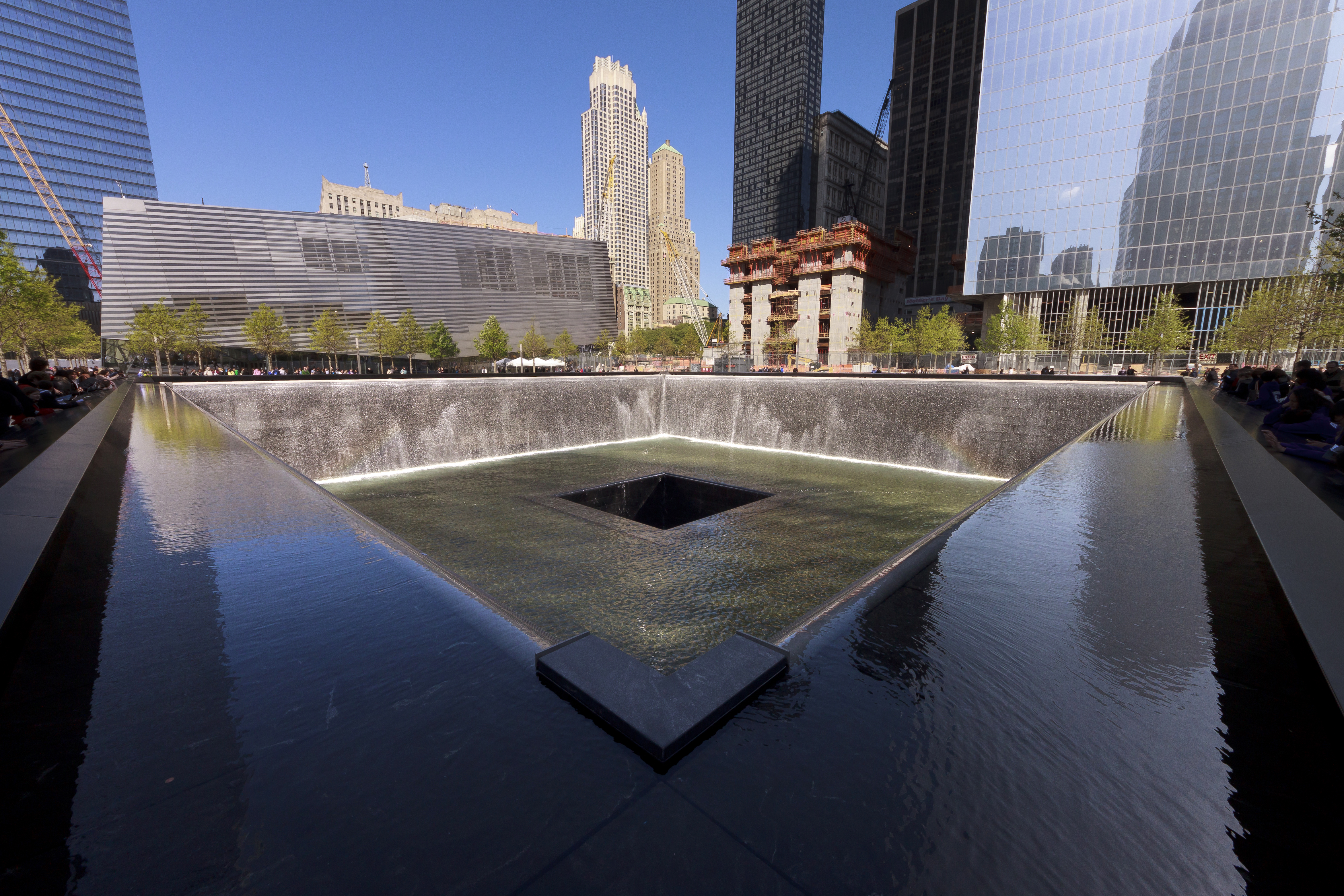
La piscina sur del memorial, ya completada, en abril de 2012.

Un memorial llamado Reflecting Absence («Reflejando la ausencia») honra a las víctimas de los atentados del 11 de septiembre de 2001 y del atentado de 1993. El memorial, diseñado por Peter Walker y el arquitecto israeloestadounidense Michael Arad, consiste en un campo de árboles interrumpido por los cimientos de las Torres Gemelas. En el fondo de estos cimientos hay piscinas de agua y en las paredes están inscritos los nombres de las víctimas. También está a la vista el muro pantalla que frena el río Hudson en el lado oeste y era una parte integral de la propuesta de Libeskind. Walker y Arad fueron seleccionados en enero de 2004 entre las cinco mil propuestas que se presentaron a la competición de diseño del memorial.
El 12 de octubre de 2004, la LMDC anunció que Gehry Partners LLP y Snøhetta, un estudio de arquitectura noruego, diseñarían el Performing Arts Center y el museo. El complejo diseñado por Snøhetta actuará como museo, memorial y centro de visitantes, después de que los familiares de las víctimas de los atentados se opusieran al ocupante que estaba previsto originalmente, el International Freedom Center. El complejo de Gehry solo albergará al Joyce Theater, ya que la Signature Theater Company se retiró debido a las limitaciones de espacio y presupuesto. El Ground Zero Museum Workshop es un museo sin ánimo de lucro de gestión privada que no está conectado con el memorial oficial ni con el museo de Gehry.
La construcción del memorial se completó a principios de 2011, y abrió sus puertas el 11 de septiembre de 2011, coincidiendo con el décimo aniversario de los atentados. Inicialmente estaba previsto que el museo abriera sus puertas el 11 de septiembre de 2012, pero su apertura se retrasó debido a disputas financieras y a los daños que ocasionó el Huracán Sandy en la parcela. Finalmente, el museo abrió sus puertas en mayo de 2014.

### Centro comercial
El primer grupo de tiendas del Westfield World Trade Center abrió sus puertas el 16 de agosto de 2016. Tiene aproximadamente 33 900 m² , que de nuevo lo hacen el centro comercial más grande de Manhattan. Aunque el nuevo centro comercial se extiende sobre aproximadamente la mitad de la superficie que ocupaba el centro comercial original (debido al espacio que ocupa el memorial y el museo), tiene dos plantas, mientras que el centro comercial original tenía una sola planta. Las tres primeras plantas del 2 World Trade Center y el 3 World Trade Center también albergarán comercios, de la misma manera que las cuatro primeras plantas del 4 World Trade Center. El Transportation Hub también contiene una gran cantidad de espacio comercial.

### Transportation Hub

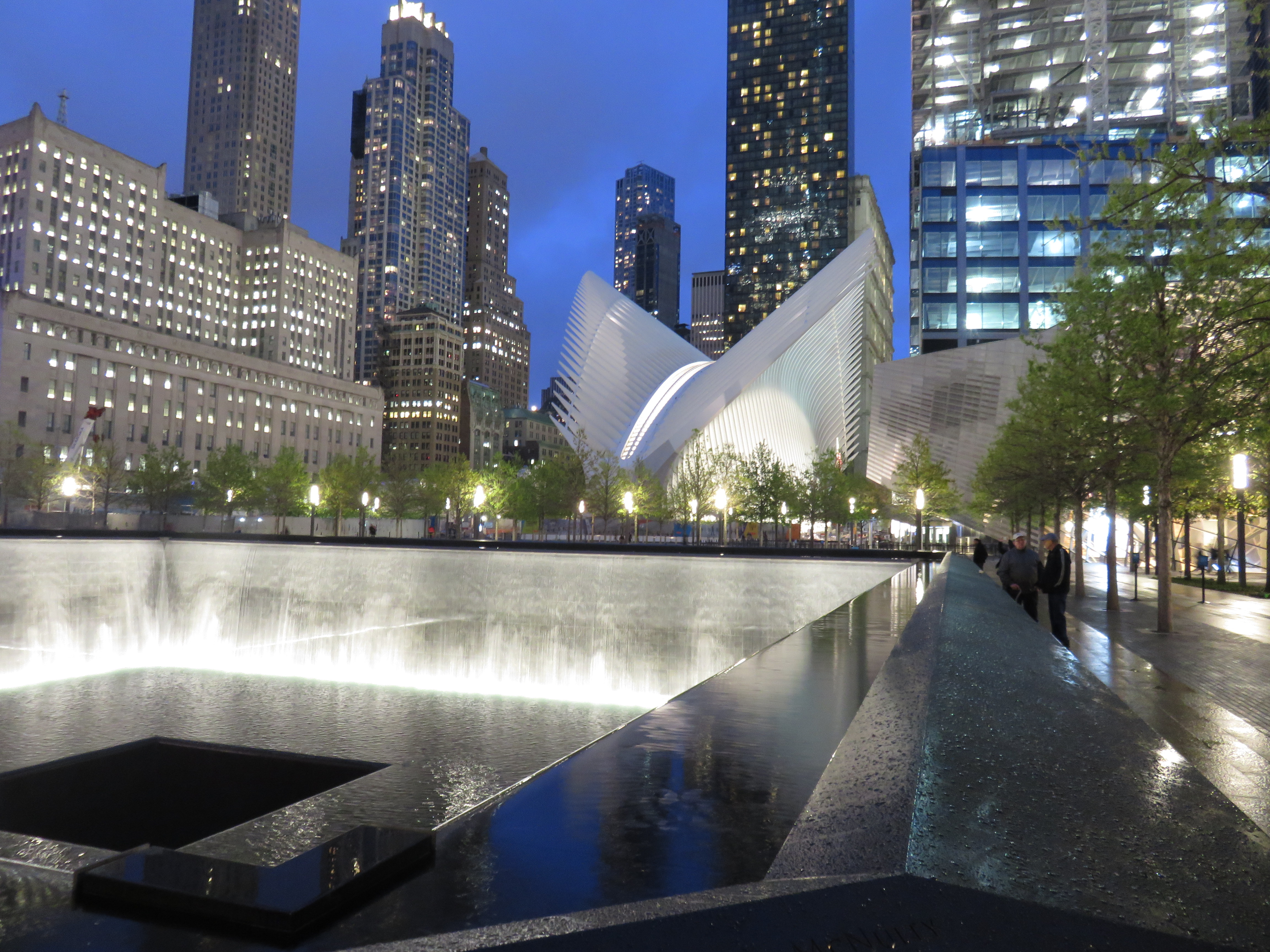
El Transportation Hub visto por la noche.

Santiago Calatrava diseñó el World Trade Center Transportation Hub («Centro de transporte del World Trade Center»), cuyo principal componente es la estación del PATH que sustituye a la antigua estación del World Trade Center. Este edificio conecta la estación del PATH y la línea 1 del metro con la terminal de ferry, el World Financial Center y One World Trade Center, así como las líneas 2, 3, 4, 5, A, C, J, N, R y Z del metro de Nueva York, a través del Fulton Street Transit Center. La Autoridad Portuaria acondiciona la nueva estación, así como el memorial y el museo, con un intercambiador de calor alimentado por cuatro tuberías que hacen circular agua del río Hudson. El coste de la construcción del Transportation Hub se estima en 3440 millones de dólares. El edificio fue inaugurado oficialmente el 3 de marzo de 2016, varios años después de lo previsto y algunos miles de millones de dólares por encima del presupuesto.

### Performing Arts Center
El Performing Arts Center del World Trade Center se anunció en 2004, y el edificio sería diseñado por Gehry Partners LLP y Snøhetta. El complejo albergará solo el Joyce Theater, dado que la Signature Theater Company abandonó el proyecto debido a limitaciones de espacio y coste. La construcción iba a empezar en diciembre de 2014, cuando comenzó la eliminación de la estación temporal del PATH. Sin embargo, los planes originales fueron archivados en septiembre de 2014. Después de que en 2015 se escogiera un nuevo diseño, se anunció que se había concedido a Joshua Prince-Ramus el contrato para diseñar el edificio. En junio de 2016, el centro fue renombrado en honor al empresario Ronald Perelman, que donó 75 millones de dólares para su construcción, y el 8 de septiembre de 2016 se desveló el nuevo diseño. La construcción del aparcamiento subterráneo empezó en 2017, la construcción del centro propiamente dicho empezará en 2018, y está previsto que sea inaugurado en 2020.
Cuando se complete, el Performing Arts Center tendrá aproximadamente 8.000 m² distribuidos en tres plantas. La planta baja albergará un bar que proporcionará refrigerios durante los intermedios de los espectáculos. La segunda planta contendrá salas de ensayo y camerinos para los actores, y la tercera planta albergará tres teatros. Los tres teatros están diseñados de manera que las paredes puedan girar y expandirse para proporcionar más espacio para un teatro si se necesita. En total, los tres teatros tendrán capacidad para unas 1200 personas.

### Liberty Park

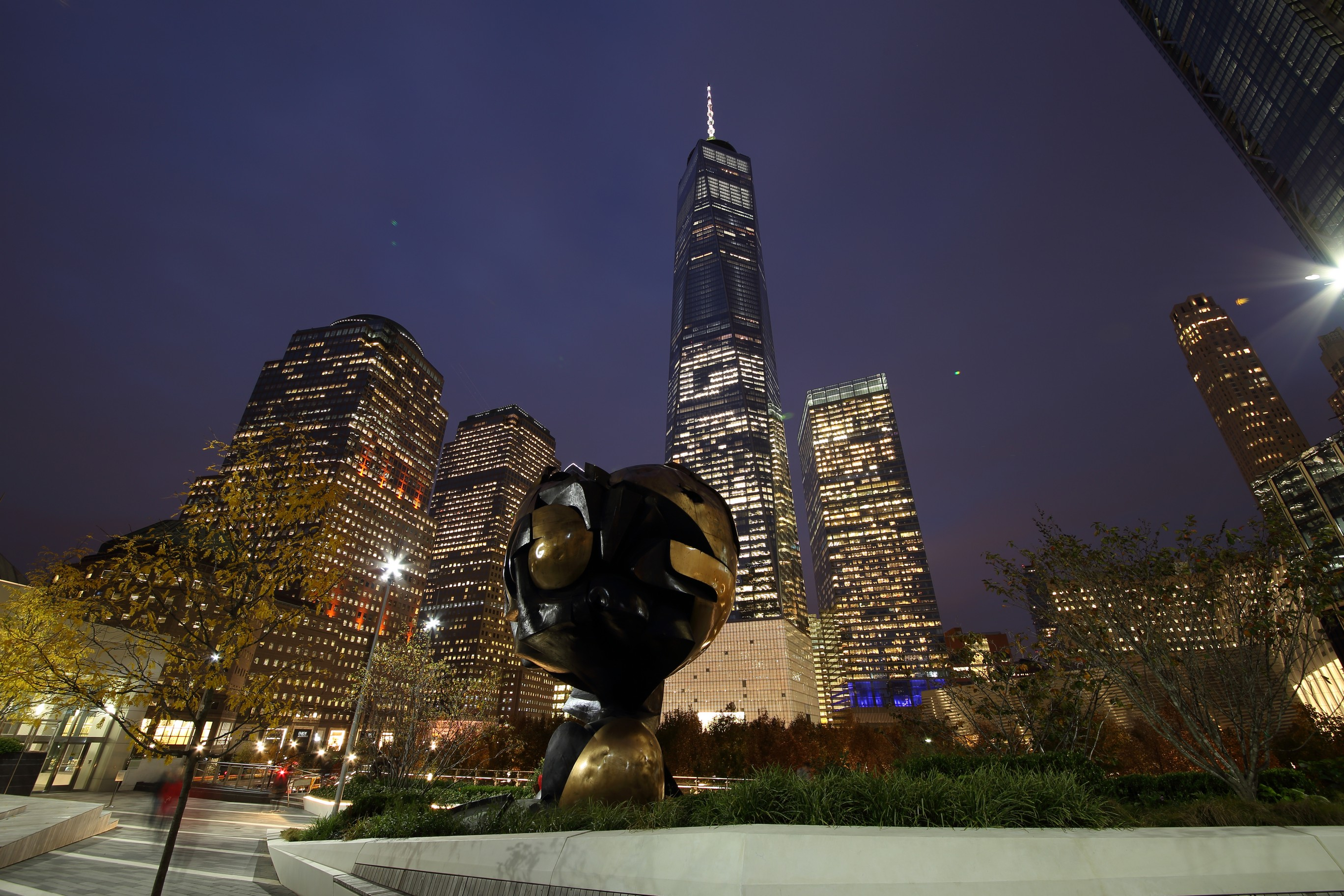
Vista nocturna desde el Liberty Park, con la escultura The Sphere en primer plano.

Liberty Park, un nuevo parque elevado, se construyó sobre un aparcamiento llamado Centro de Seguridad Vehicular en la esquina suroeste del complejo. Su construcción empezó en 2013, cuando se completó el CSV. La Autoridad Portuaria asignó unos 50 millones de dólares para la construcción del parque en diciembre de 2013. Fue inaugurado el 29 de junio de 2016. El 16 de agosto de 2017, la Autoridad Portuaria instaló la emblemática escultura The Sphere dentro del parque, que se situaba en el antiguo World Trade Center y fue dañada en los atentados. Originalmente la Iglesia Ortodoxa Griega de San Nicolás iba a ser reconstruida fuera del complejo, pero posteriormente se decidió construirla en el Liberty Park.
El parque tiene una superficie de 4.000 m², está situado a una altitud de seis metros y tiene capacidad para 750 personas. Hay un jardín vertical en la fachada del Vehicular Security Center hacia Liberty Street. Un camino recorre toda la longitud del parque con un trazado ondulante. Sus salidas son tres escaleras, un puente peatonal y una rampa recta que baja hacia Greenwich Street. Una de las escaleras es paralela a Greenwich Street y se encuentra junto a la iglesia. Hay bancos de madera y un pequeño espacio elevado similar a un anfiteatro en el lado del parque que da hacia West Street. Por último, hay un balcón que sirve de mirador a lo largo de gran parte de Liberty Street y otro balcón ligeramente curvado a los pies de la iglesia.

### Fiterman Hall
El Fiterman Hall original era un edificio de oficinas que fue inaugurado en 1959 y ocupaba una manzana rodeada por Greenwich Street, Barclay Street, West Broadway y Park Place. Fue donado al Borough of Manhattan Community College en 1993 por Miles y Shirley Fiterman, en honor a los cuales se cambió el nombre del edificio. En el 2000, la Autoridad de Residencias Universitarias del Estado de Nueva York, que era la propietaria del edificio, empezó una ambiciosa renovación para adaptar mejor el edificio para su uso como aulas. Durante los atentados del 11 de septiembre de 2001, la estructura del Fiterman Hall fue dañada gravemente por escombros procedentes del derrumbe del 7 World Trade Center. La renovación nunca se completó, y el edificio fue demolido en 2008. Tras una serie de retrasos, en diciembre de 2009 empezó la construcción de un nuevo edificio diseñado por el estudio de arquitectura Pei Cobb Freed & Partners, que se completó en 2012.

## Logo
El nuevo logo del World Trade Center, presentado en agosto de 2014, fue diseñado por la empresa Landor Associates y tiene forma de W. Las barras negras, los espacios vacíos y la propia W tienen un significado propio, dando al logo al menos seis significados:
- Las cinco barras del logo representan a las cinco torres que tendrá el World Trade Center cuando se complete.[182][183]
- Las barras de la mitad superior del logo están cortadas en un ángulo de 17,76 grados, que evoca la altura del One World Trade Center (1776 pies).[182][183]
- Hay dos columnas blancas en la parte superior que simbolizan el Tribute in Light.[182][183]
- Las tres barras negras de la parte superior también recuerdan a las columnas de las Torres Gemelas, que tenían forma de tridente.[182][183]
- Las dos barras negras de la parte inferior representan las dos piscinas del memorial del World Trade Center.[182][183]
- El logo, en su conjunto, tiene forma de «W», en referencia al World Trade Center y al Westfield World Trade Center.[182][183]

En 2013 Landor Associates consiguió un contrato de 3,57 millones de dólares, que incluía la «realización de servicios profesionales para el diseño e implementación de la rotulación, la señalización y el programa de comunicaciones operativas del World Trade Center» y el desarrollo del nuevo logo. Douglas Riccardi, director de la empresa de diseño Memo, afirmó sobre el logo que «su fuerza es su capacidad para ser visto de muchas maneras diferentes. No se puede conseguir más significado en cinco barras pequeñas. El problema es que muchas personas pueden no molestarse en averiguar cuáles son estos significados».